# 舒克里·穆罕默德·加尼姆
舒克裡·穆罕默德·加尼姆（阿拉伯语：شكري محمد غانم المسماري；1942年10月9日—2012年4月29日），非洲國家利比亞的政府官員。曾任該國的總人民委員會秘書（即總理）。